# Salvador Rosich
Salvador Rosich ( Igualada, Barcelona, Cataluña, España; 21 de marzo de 1884 - Buenos Aires, Argentina; 20 de agosto de 1921) fue un pionero actor y director de teatro español radicado en Argentina, donde hizo su extensa carrera.

## Carrera
Salvador Rosich fue un renombrado actor cómico-dramático de cine y teatro español, que desde muy chico fue traído por sus padres a Buenos Aires, Argentina, donde se radicó definitivamente hasta su muerte. Abandonó sus estudios secundarios para ingresar en elencos hispanos donde actúa entre 1901 a 1907, incorporándose posteriormente al teatro argentino.
En la época de origen del cine argentino innovó con su talento en algunas películas mudas dirigidas por el italiano Mario Gallo junto a figuras como Blanca Podestá, Eliseo Gutiérrez y Roberto Casaux, entre otras.
En teatro integró y formó compañías con estrellas del momento como Florencio Parravicini- Luis Vittone (1909), José Podestá (1910), María Gámez (1914), Roberto Casaux - Arsenio Mary (1915-1916), Angelina Pagano (1915), Alberto Ballerini (1917)  y Camila Quiroga (1918).

## Filmografía
- 1909: El fusilamiento de Dorrego.
- 1910: Camila O' Gorman.[3]

## Teatro
- Juan José y Don Juan Tenorio (?), de José Zorrilla. Ambas junto a Orfilia Rico.
- En el fuego (1910)
- Historia gaucha (1910)
- Todo por ellas (1910)
- Las romerías (1910)
- Pavesi (1910)
- Don Costa, fraile (1910)
- El presidiario (1910)
- El final de una tragedia (1910)
- Alma sajona (1910)
- La última carta (1910)
- El centenario (1910)
- La vida inútil (1910)
- 1810 (1910)
- El circo (1910)
- Eclipse de sol (1910)
- La criolla (1910)
- Cerisette (1910)
- Boletos de recreo (1910)
- El sitio de Buenos Aires (1910)
- A la luz de la luna (1910)
- La viuda loca (1910)
- Derecho de amar (1910)
- Después de misa (1910)
- El sueño de un niño (1910)
- Las condenadas (1910)
- Tierra virgen (1910)
- Flores frescas (1910)
- Canto triste (1910)
- Las entenadas (1910)
- En el barrio de las rana (1910)
- La sombra del presidio (1910)
- Vivir de arriba (1910)
- Los herederos (1910)
- Ranera (1910)
- Un robo (1910)
- La risotada (1910)
- Al truco (1910)
- Alma fuerte (1914)
- Los cimientos de la dicha (1915).
- El halcón (1915), de José León Pagano.
- El distinguido ciudadano (1915), de José Antonio Saldías y Raúl Casariego.
- Función a beneficio del dúo Carlos Gardel- José Razzano (1915)
- El movimiento continuo (1916), Armando Discépolo.
- Sancho Panza en el gobierno, de Matías Calandrelli.
- La casa de los Morales (1916), de Roberto Cayol.
- El reverso (1916).
- Cosas de América (1916), de Adolfo Cortinas.
- Nuestras dueñas (1916), de Roberto Gache.
- Los vegetarianos (1916), de Diego Ortiz Grognet.
- La quimera de un romántico (1916), de Adolfo Mujica .
- Como flor de camalote (1916), de Otto Miguel Cione.
- El señuelo (1917), de César Iglesias Paz.
- El casamiento de Laucha (1917).
- El señor juez (1917), de Delio Morales.
- La mujer de Ulises (1917), de José González Castillo.
- El gen disperso (1918), de Emilio Berisso.
- La Senda del Mal (1918), estrenada en el Teatro Victoria de Valparaíso, Chile.
- El príncipe heredero (1918).
- La señorita del cura (1921)  junto a Antonio Petray y Blanca Podestá.
- La cruz del sur (1921), de Gustavo Caraballo.